# 图赖讷地区努瓦扬
图赖讷地区努瓦扬（法語：Noyant-de-Touraine，法語：[nwajɑ̃ də tuʁɛn] ⓘ）是法国安德尔-卢瓦尔省的一个市镇，位于该省南部，属于希农区。该市镇总面积13.74平方公里，2009年时的人口为948人。

## 人口
图赖讷地区努瓦扬人口变化图示